# Schubbige knobbelspoorvezelkop
De schubbige knobbelspoorvezelkop (Inocybe margaritispora) is een schimmel behorend tot de familie Inocybaceae. Hij vormt ectomycorrhiza met loofbomen. Hij komt voor in jonge bosjes, parken en lanen op kalkrijke klei en zand..

## Kenmerken

### Uiterlijke kenmerken
Hoed
De hoed heeft een diameter tussen drie en zes centimeter en is in het begin conisch of halfbolvormig. Naarmate hij ouder wordt, spreidt hij zich uit tot een platte vorm met een brede, duidelijk zichtbare bult. De rand is eerst licht gekruld, wordt daarna recht en buigt uiteindelijk omhoog. Het oppervlak voelt wollig en draderig aan, vooral aan de rand waar het meer vezelig is. De kleur loopt uiteen van geelachtig tot lichtbeige, waarbij de vele bruine filamenten zorgen voor een bont patroon.
Lamellen
De lamellen zijn gedeeltelijk afstaand. De kleur is aanvankelijk beige of iets grijzig, daarna donkerder, met een kleur van grijsgeel tot lichtbruin.
Steel
De steel heeft een hoogte van 3 tot 8 cm en een dikte van 0,5 tot 1 cm. De vorm is cilindrisch, soms licht gebogen. Het oppervlak van jonge vruchtlichamen is witachtig, daarna geelachtig tot licht beige. 

### Microscopische kenmerken
De sporen hebben bijna stervormig met 5 tot 6 prominente knobbeltjes en meten 8-11 × 6-8 µm. De basidia meten 30–35 × 9–11 µm. De cheilocystidia en pleurocystidia zijn 50–80 × 15–20 (30) µm groot en hebben een wanddikte tot 2 µm. De caulocystidia zijn vergelijkbaar maar kleiner.

## Verspreiding
De schubbige knobbelspoorvezelkop is bekend uit Noord-Amerika en Europa (Zwitserland, Groot-Brittannië, Frankrijk, Zweden, Spanje, Denemarken, België, Oostenrijk, Duitsland, Luxemburg, Nederland, Italië, Polen, Portugal, Slovenië) . Hij komt voor in Nederland vrij zeldzaam voor. Hij staat op de rode lijst in de categorie 'Bedreigd'.